# Rabidosa santrita
Rabidosa santrita là một loài nhện trong họ Lycosidae.
Loài này thuộc chi Rabidosa. Rabidosa santrita được Ralph Vary Chamberlin & Wilton Ivie miêu tả năm 1942.